# Golese
Golese è un ex comune della provincia di Parma. Dal 1943 è un quartiere di Parma.

## Storia

### Dalla Preistoria a Napoleone
Quella identificata oggi con il nome di Golese è la zona compresa tra i letti del fiume Taro e del torrente Parma, a nord della città di Parma. In questa zona sono state rinvenute testimonianze di civiltà riguardanti l'età del Ferro e del Bronzo, nei pressi di Baganzola e Fraore. Significativa in seguito l'impronta lasciata dai Romani: la centuriazione dei terreni è evidente tuttora, nonostante le numerose esondazioni dei corsi d'acqua e le variazioni degli stessi con il mutare dei secoli, essendo non ancora arginati come al giorno d'oggi. Si spiega così l'etimologia del nome del centro golesano di Baganzola (quindi attraversato da un corso differente del torrente Baganza e di una sua affluenza nella Parma evidentemente più a valle rispetto ad ora). Con il nome di Agolexium (riferimento latino di Golena) l'antico territorio di Golese fu dominio dei Romani fino al IV secolo.
L'insediamento nelle pianure dei Longobardi durò per molti secoli e portò al ripopolamento della zona, dopo la crisi della caduta romana. Violente lotte di piccole e grandi famiglie signorili ne funestarono i primi secoli dopo l'anno mille.
Il duca di Milano Filippo Maria Visconti nel 1435 distaccò Golese dalla giurisdizione di Parma e lo eresse a feudo in favore del conte Andrea Valeri, la cui famiglia dominò il territorio dal torrione di Baganzola fino all'abolizione napoleonica dei diritti feudali del 1805.

### Comune autonomo (1806-1943)

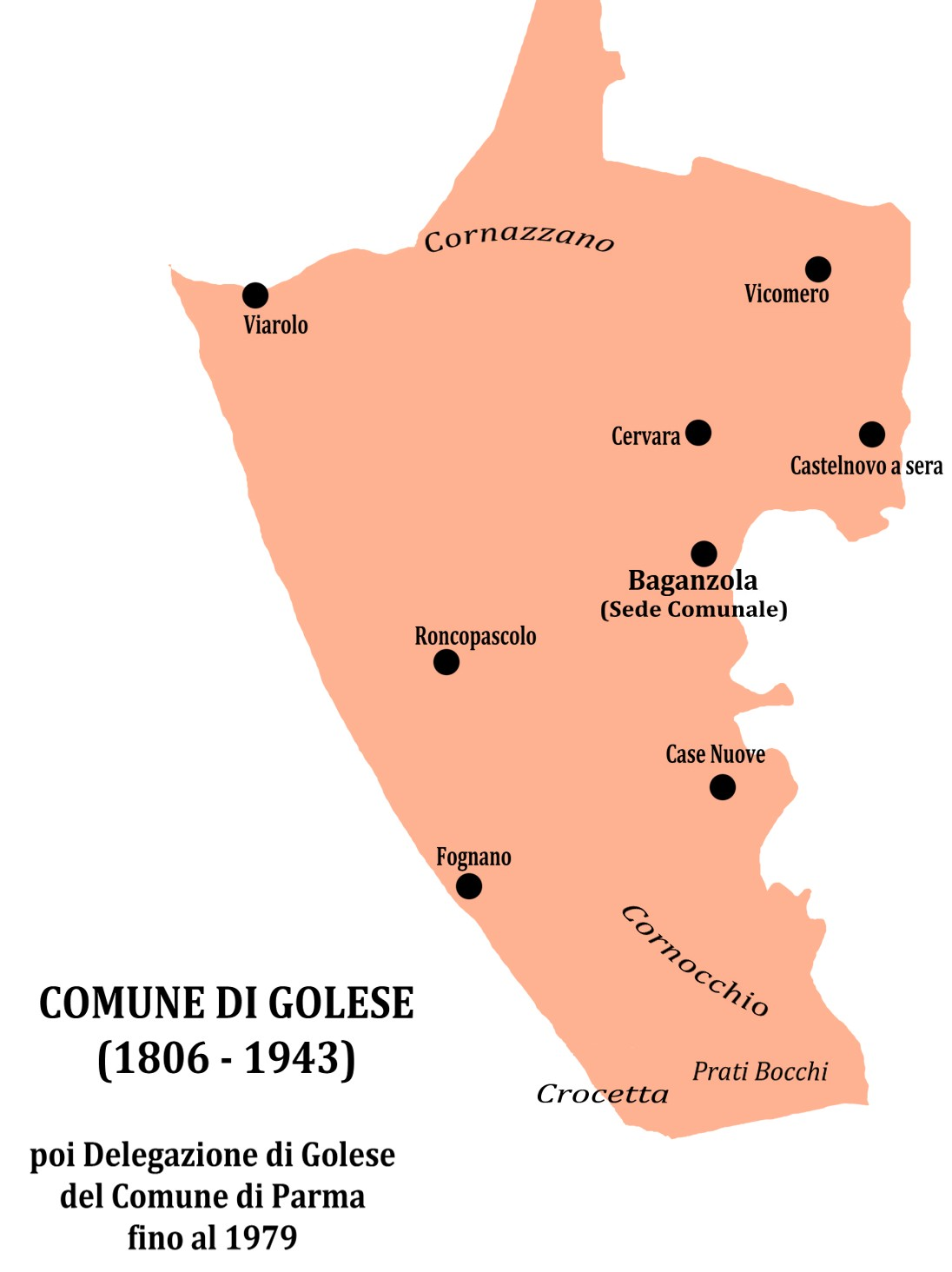

Il territorio di Golese venne eretto alla dignità di Comune dall'amministrazione napoleonica nel 1806 con sede comunale a Baganzola. Aveva a nord e a est le stesse delimitazioni odierne, ma a ovest terminava alla strada per Cremona, mentre a sud comprendeva la zona della Crocetta e i Prati Bocchi (la zona a nord dell'odierno quartiere Pablo, poi inglobata nel Comune di Parma con il Regio Decreto del 1923).

#### I sindaci di Golese
| Nome                 | Anni in carica |
| Ziliani Luigi        | 1861 - 1865    |
| Balestra Angelo      | 1865 - 1869    |
| Cucchi Tommaso       | 1869 - 1871    |
| Gambara Alberto      | 1871 - 1877    |
| Rossi Secondo        | 1877 - 1889    |
| Monticelli Ermanno   | 1889 - 1894    |
| Musi Claudio         | 1895 - 1920    |
| Tebaldi Luigi        | 1920 - 1922    |
| Del Frate Dante      | 1922 - 1923    |
| Baldi Cantù Giovanni | 1923 - 1943    |

#### Stemma dell'ex Comune

Stemma del Comune di Golese

Lo stemma usato del ex comune aveva la seguente blasonatura:

### Circoscrizione (1979-2002)

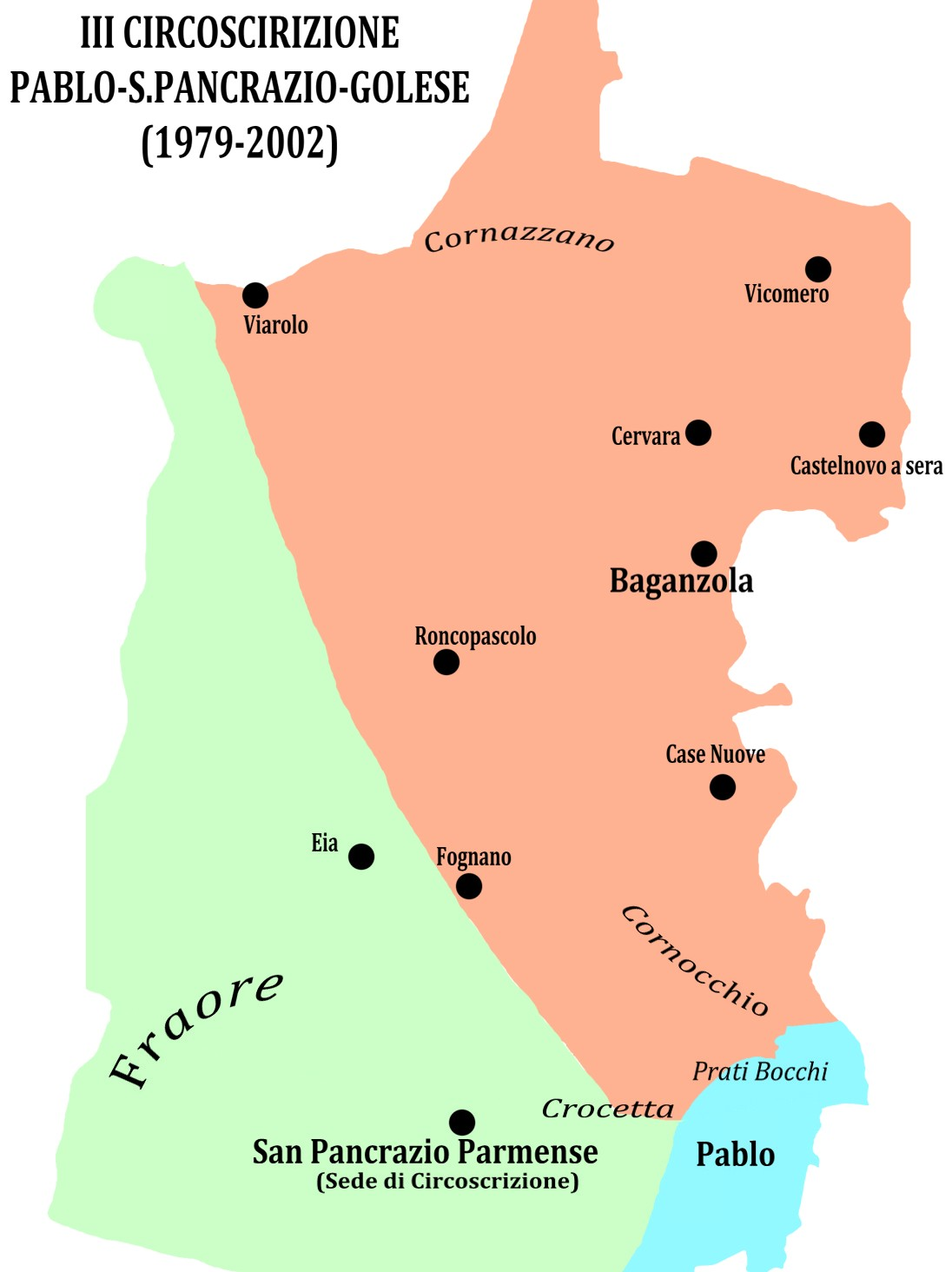

Tutto il comune di Golese venne poi incorporato in quello di Parma in qualità di delegazione nel 1943 con sede sempre a Baganzola e nel 1979 iscritto a III Circoscrizione insieme al quartiere "San Pancrazio" e al più recente "Pablo", con sede circoscrizionale a San Pancrazio Parmense.

### Quartiere Golese (2002 - oggi)

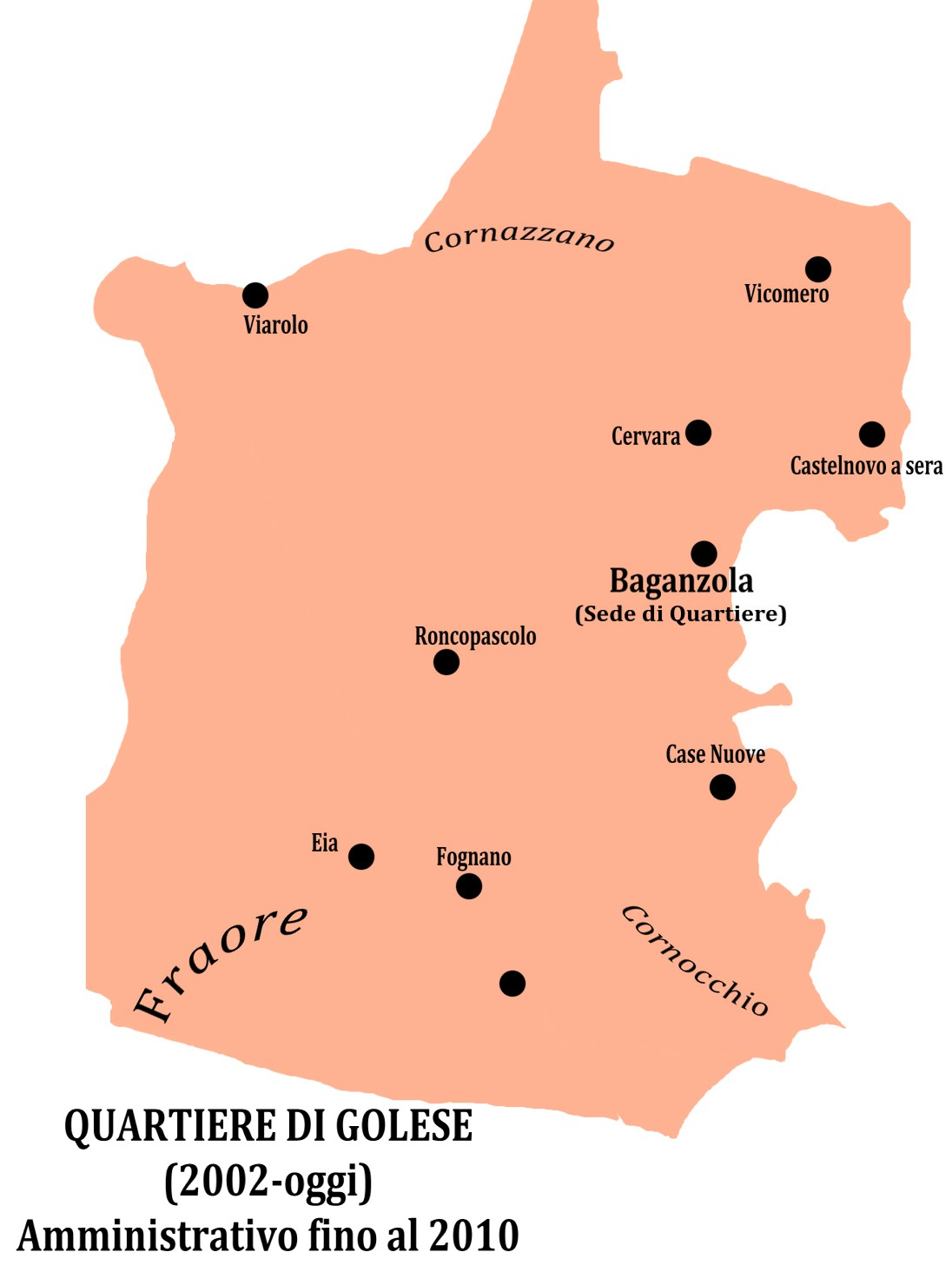

In seguito alla riforma per il decentramento operata dal Comune nel 2002, Golese divenne quartiere cittadino, con sede a Baganzola, con vere e proprie funzioni istituzionali con via elettiva, inglobando in sé i territori che erano stati attribuiti fino a quel momento a San Pancrazio: a ovest di via Cremonese e a nord della ferrovia Milano-Bologna (quindi le frazioni di Eia e Fraore). Ma cedendo allo stesso San Pancrazio il territorio a Sud della stessa ferrovia che in precedenza appartenevano a Golese (quindi la zona "Crocetta").
Per gli effetti determinati dagli interventi legislativi del 2009 e 2010 in materia di revisione degli enti locali, le funzioni istituzionali svolte dai quartieri cittadini (Golese compreso) cessarono, mentre mantengono ora solo una funzione gestionale delle concessioni delle sale e degli spazi civici.

## Società

### Evoluzione demografica
Golese conta 9.736 abitanti al 31 dicembre 2014.
Nel periodo 2005-2014 è il quartiere di Parma che ha conosciuto il maggiore incremento di popolazione (il 29,1%).
Dopo Cortile San Martino (164,1 ab./km²), è il secondo quartiere di Parma meno densamente popolato (203,6 ab./km²). 
Con un'età media dei residenti di 41,6 anni, è il quartiere più "giovane" del Comune di Parma.
Con 2,3 componenti per famiglia è il quartiere con la media di "famiglia numerosa" più alta.

### Etnie e minoranze straniere
È al penultimo posto nel Comune, davanti al solo Vigatto (9%), per percentuale di stranieri residenti, con il 10,7%. Le nazionalità straniere più rappresentate a Golese sono:
- Albania (125 residenti);
- India (118);
- Moldavia (116);
- Romania (106).

Dal 2015 al 2018, l'ex scuola di Castelnovo è stata destinata come centro di smistamento per i richiedenti asilo. Dopo molte polemiche, precedenti alla sua apertura, non sono mai stati segnalati disagi di rilievo, tra la popolazione residente e gli ospiti stranieri. Il Centro è stato gestito dalla Croce Rossa Italiana.

### Istituzioni, enti e associazioni
Sono presenti sul territorio varie associazioni di volontariato che si prodigano per sviluppare attività ricreative e di aggregazione, significative in un quartiere che sta vivendo in quest'ultimo periodo un forte incremento demografico:
- i gruppi AVIS-AIDO di Baganzola e Vicomero;
- il Centro Giovani di Baganzola;
- il circolo ANSPI Baganzola;
- il circolo ARCI "Golese" a Baganzola;
- il circolo ARCI "Mu" al Cornocchio;
- il circolo ARCI "Grazia Deledda" al Cornocchio;
- il circolo ARCI "Centro Sociale ARTA" al Cornocchio;
- il circolo ARCI "APP Colombofila" in Via dei Mercati;
- il "Filodijuta" per il Bangladesh a Baganzola;
- la Polisportiva A.S.D. Baganzola;
- "Tsiry" per il Madagascar a Baganzola.

## Geografia antropica
Golese è il secondo quartiere più esteso di Parma (dopo quello di Vigatto) con i suoi 47,8 km², delimitato a nord dalle strade Cornazzano, Lorno, San Rocco (quindi confinante con i Comuni di Sissa Trecasali e Torrile); a est dal torrente Parma (quindi confinante con i quartieri Cortile San Martino e San Leonardo); a sud dalla ferrovia Milano-Bologna (quindi confinante con i quartieri Pablo e San Pancrazio); a ovest dal fiume Taro (quindi confinante con il Comune di Fontevivo e per un breve tratto con il Comune di Fontanellato).
Le sue dieci frazioni (istituite fino dagli anni venti) sono:
- Baganzola (ex-sede comunale);
- Cervara;
- Castelnovo;
- Cornocchio;
- Eia (dal 2002);
- Fognano;
- Roncopascolo;
- parte di Viarolo (suddiviso con il Comune di Sissa Trecasali);
- parte di Vicomero (suddiviso con il Comune di Torrile);
- parte di Fraore (suddiviso con il quartiere di San Pancrazio Parmense, dal 2002).

Golese, inoltre comprende anche la località di rilevanza, detta "Cornazzano", situata nell'estremo punto a nord del Comune di Parma (tra le frazioni di Vicomero, Viarolo e Cervara) dove si svolgeva la storica Fiera Agricola, poi ripristinata nel 1922 dagli agricoltori dell'epoca.
Il quartiere di Golese è costituito da un'immensa periferia in cui sono concentrate infrastrutture di alto livello, quali l'autostrada, le tangenziali Nord e Ovest, l'aeroporto Giuseppe Verdi e le Fiere di Parma, con la relativa strada "Complanare" delle Esposizioni, che collega il polo fieristico al casello della A1.

## Infrastrutture e trasporti
Fra il 1893 e il 1939 Golese era servita dalla fermata Viarolo I-Golese della tranvia Parma-San Secondo-Busseto che funzionava a vapore.
Il collegamento pubblico con Parma è svolto mediante autoservizi gestiti da TEP.
Nel territorio di Golese transita la linea ferroviaria T.A.V., (parallelamente all'Autostrada A1) e trova sede l'Aeroporto di Parma "G.Verdi".
Nel quartiere Golese (fuori Baganzola, nella zona dove trovavano posto i nuovi stabilimenti della Salvarani) dalla metà degli anni '80, sorgono i padiglioni delle Fiere di Parma, con mostre di livello internazionale come Cibus e Cibus-Tec (nel campo agro-alimentare), Mec-For e Mec-Spe (nel campo meccanico), il Salone del Camper (trasporti), e il Mercanteinfiera (artigianato), su un'area di oltre 130.000 mq. con 9.000 posti auto.
Sempre adiacente al polo fieristico, sorge il PalaVerdi (ex PalaCassa), una struttura polifunzionale per convegni e spettacoli, su 17.000 mq. e 4.000 posti in platea.

## Sport
Da anni a Golese la pratica sportiva è al centro dell'interesse sociale. Culmine vissuto negli anni sessanta anche a livello mondiale con la squadra ciclistica della Salvarani, attiva tra i professionisti fra il 1963 e il 1972.  Per dieci stagioni prese parte alle più importanti corse del circuito internazionale di ciclismo, su strada, pista e nel ciclocross.
Vinse tre volte il Giro d'Italia, nel 1965 con Vittorio Adorni, nel 1967 e 1969 con Felice Gimondi, una volta il Tour de France e la Vuelta a España, rispettivamente nel 1965 e nel 1968, sempre con Gimondi. Nel palmarès della squadra figurano anche quattro classiche monumento, Giro di Lombardia e Parigi-Roubaix (nel 1966 con Gimondi), Giro delle Fiandre (nel 1967 con Dino Zandegù) e Milano-Sanremo (Rudi Altig nel 1968), e quindici titoli nazionali tra strada, cross e pista.

### Calcio
Nel calcio memorabili furono gli anni '60, con la squadra di calcio del CRAL Salvarani/CRCS Golese che ha sfiorato più volte la Serie D, ma che poi entrò a far parte del progetto "A.C. Parmense" dando vita al Parma Calcio odierno. Altre squadre di calcio di rilievo, non più esistenti, furono l'U.S. Baganzola, l'A.C. Cervarese e, la successiva fusione delle due, l'U.S. Golese (poi scioltasi, e confluita nel Sorbolo). Una nuova A.C. Cervarese torna nel 2012 ma si fonda nel 2016 con l'U.S. Arsenal di Marore e, come nome, sparisce.
A Baganzola ha sede di allenamento il progetto giovanile "Junior" della A.C. Colorno.
Altre due società con la sede nel quartiere di Golese sono la Juventus Club Parma e il Fognano (entrambe a Fognano).
Dal 2025, a Baganzola ha sede la squadra dilettantistica dell'Eri 96.
In ambito amatoriale, a Baganzola si segnalano la storica squadra dell'ARCI Golese (70 anni di storia) e quella del Bar Franco.
Un'altra società amatoriale golesana è la Longobarda di Fognano.

### Pallavolo
Negli anni ottanta e novanta si segnalò la società pallavolistica femminile "The Crickets" a Baganzola, arrivata alle soglie della Serie C Fipav. In ambito amatoriale anche l'ARCI Golese ha avuto squadre femminili (dal 1975 al 1979, e dal 1996 al 1998) e maschili (dal 1998 al 2001).
Oggi la pallavolo a Golese è rappresentata dalla Polisportiva A.S.D. Baganzola, con una rappresentativa in Serie D maschile, e svariate formazioni giovanili maschili e femminili.

### Ciclismo
Oltre all'epopea mondiale della Salvarani, Golese ha avuto anche altre esperienze ad alto livello, tra le quali è da segnalare la squadra della Scic negli anni '70 con ciclisti come Giuseppe Saronni e Gianbattista Baronchelli. Tra le attività cicloturistiche e amatoriali, hanno avuto rappresentanza negli anni '80 anche l'ARCI Golese (fino a 40 praticanti) e l'AVIS-AIDO Golese.

### Baseball
Golese presente negli anni '70, anche nel baseball, grazie al connubio tra l'azienda Germal di Baganzola, e il Parma Baseball, vincitrice in quel periodo di 2 scudetti e 2 coppe dei campioni. Ma anche in ambito amatoriale, trascinato dalla Germal, il baseball prese piede: una rappresentativa di Baganzola giocò in Serie D.

### Podismo
Golese è anche teatro di una delle corse podistiche più importanti della provincia: la Camminata Golesana giunta nel 2024 alla 46ª edizione, e organizzata dal Gruppo Podistico dell'ARCI Golese. Suddivisa in due diversi tracciati, il percorso attraversa le campagne golesane, con partenza e arrivo a Baganzola.
Fino al 2013 si svolgeva su una distanza di 21,097 km (mezza maratona), successivamente portata ai 10Km circa.
Da segnalare le quattro vittorie di Yassine El Fatahoui, Nazionale Italiano Olimpico alla Maratona di Tokyo 2020.

### Cheerleading
Tra le discipline praticate a Golese, spicca il Cheerleading, attività acrobatico-coreografica promossa con corsi ed esibizioni dal gruppo delle "Starlight", che fanno parte della Polisportiva A.S.D. Baganzola, e che hanno anche rappresentato più volte l'Italia in esibizioni internazionali, oltre ad aver vinto titoli nazionali nelle specifiche categorie.

### Impianti sportivi a Golese
Tra gli impianti sportivi di rilievo, nel territorio di Golese si segnalano:
- l'impianto "F.lli Mordacci" di Baganzola è il terzo impianto di calcio, per capienza, nel Comune di Parma, dopo il Tardini, e il Lanfranchi, con 250 posti a sedere (dei quali 150 al coperto);
- l'impianto "UNICEF" di Viarolo (nel Comune di Sissa Trecasali, ma sotto giurisdizione del Comune di Parma);
- l'impianto "D. Fragni" di Fognano;
- l'impianto "G. Scirea" di Fognano;
- l'impianto "G.F. Casalini" di Fognano;
- l'impianto "Fognano Calcio" di Fognano;
- la palestra "Comunale" di Baganzola;
- il circuito ciclistico "G. Ghidini" di Fognano.

## Manifestazioni ed eventi

### Golese a tutta birra
Dal 2009 a Baganzola nel Campo Mordacci, nel mese di giugno. Organizzata dall'ARCI Golese, con la collaborazione dell'AVIS-AIDO, e patrocinata dal Comune di Parma.

### Fiera del Cornazzano
Arrivata alla 101ª edizione, è una delle fiere agricole più antiche, e si tiene tra il venerdì e il martedì dell'ultima Domenica di Luglio, nella zona del Cornazzano, nell'estremo punto a nord del Comune di Parma. La Fiera del Cornazzano è, per tradizione, organizzata dagli agricoltori della zona (Comitato del Cornazzano), con l'ausilio del Circolo ARCI Viarolo e della squadra calcistica A.S.D. Viarolese Sissa.

### Torneo Fratelli Ferraguti
Dal 1979 a Baganzola, nel Campo Mordacci, tra agosto e settembre. Torneo di calcio dedicato alla memoria dei fratelli Edmondo
e Ivo Ferraguti, e riservato ai giovani sotto i 16 anni (Allievi). Organizzato dall'ARCI Golese, e patrocinata dal Comune di Parma.

### Festa dell'Allegria
A Eia, si svolge alla fine di agosto, nell'area parrocchiale della chiesa di Sant'Egidio. È una delle feste storiche del Golesano.

### Sagra di Baganzola
Dal 2014 a Baganzola, lungo la strada provinciale (chiusa al traffico), nella prima Domenica di ottobre. È stata ripristinata nel 2008 quando si teneva in Piazza Salvarani, dopo decenni di dimenticatoio. Organizzata dalle Associazioni, con la collaborazione degli esercenti, e patrocinata dal Comune di Parma.